# Corpus separatum
Corpus separatum (lateinisch, deutsch: „abgesonderter Körper“) ist ein Gebiet, dem ein von seinem Umland verschiedener staatsrechtlicher Status verliehen wird, ohne dass es dadurch volle Souveränität erlangt. Anlass für die Einrichtung eines Corpus Separatum sind z. B. ethnische Konflikte, Grenzstreitigkeiten oder andere kollidierende Interessen von Anrainer- oder „Schutz“staaten.

## Administration
Die Verwaltung eines Corpus separatum kann erfolgen
- gemeinsam durch die angrenzenden Staaten
- durch selbst ernannte Schutzmächte oder durch Treuhandmächte, die völkerrechtlich legitimiert zur Verwaltung des Corpus separatum sind
- direkt durch internationale Organisationen wie den Völkerbund.

Auf der unteren Ebene erfolgt die lokale Verwaltung meist mehr oder weniger autonom.

## Jerusalem

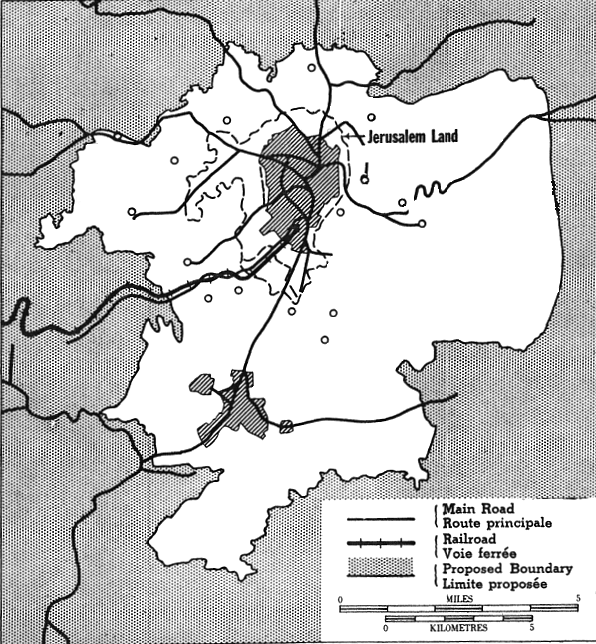
Das geplante Corpus separatum Jerusalem

Als Corpus separatum wurde im UN-Teilungsplan für Palästina von 1947 eine geplante Zone bezeichnet, die Jerusalem und einige nahe gelegene Orte wie Bethlehem und En Kerem umfassen sollte. Diese wäre unter UN-Hoheit als internationales Territorium verwaltet worden.
Infolge von Gewaltausbrüchen direkt nach der Veröffentlichung des Plans wurde Jerusalem in einen von Jordanien kontrollierten östlichen und einen von Israel beherrschten westlichen Teil gespalten (Ost-Jerusalem unter jordanischer Besatzung). 1948, nach Ende des Palästinakrieges, wies Israel eine Internationalisierung der Stadt zurück. Das Vereinigte Königreich, die Vereinigten Staaten und andere Länder gingen davon aus, dass die Frage um den Status Jerusalems von den beteiligten Konfliktparteien gelöst würde. So ignorierten sie de facto die am 29. November 1947 von der UN-Generalversammlung angenommene Resolution 181, in welcher der Teilungsplan für Palästina beschlossen wurde.

## Weitere Beispiele
Gebiete, die ebenfalls als Corpus separatum bezeichnet werden können, sind/waren:
- Stadt Fiume mit Gebiet (heute Rijeka) zwischen 1776 und 1918
- Sandschak Novi Pazar zwischen 1878 und 1912
- Brčko-Distrikt als Sonderverwaltungsgebiet der Föderation Bosnien und Herzegowina und der Republika Srpska
- Freie Stadt Danzig 1920–1939 unter dem Schutz des Völkerbunds
- Internationale Zone von Tanger 1923–1956 unter dem Schutz von acht Mächten mit Mandat des Völkerbunds (1924)
- Kosovo 1999 bis 2008 unter UN-Protektorat